# PD Kamenjak (Rijeka)
PD Kamenjak je planinarsko društvo iz Rijeke, osnovano 14. prosinca 1961. godine.

## Povijest
Planinarsko društvo Kamenjak nastalo je iz odsjeka koji je djelovao pri tadašnjem PD Rijeka (kasnije PD Platak). Društvo je dobilo ime prema vrhu Kamenjak, 867 mnv, koji se nalazi u riječkom zaleđu. Bilo je to na prijedlog poznatog čakavskog pjesnika i publicista Ljubomira Pavešića-Jumba. Zaštitni znak, slovo K koje spaja gorje i more, osmislio je poznati umjetnik Dorian Sokolić, a himnu o Kamenjaku pod nazivom "Primorski planinar", povodom obilježavanja 20. godišnjice postojanja, napisao je maestro Dušan Prašelj. Maskotu društva popularnog Pepića tekstovima i crtežom oživotvorio je ing. Josip Colnar.
Tijekom svog pedesetogodišnjeg rada i djelovanja Društvo je ostvarilo brojne uspjehe i postalo sinonim planinarstva ovoga kraja. Veliki broj aktivnih planinara, osvojeni vrhovi na svim kontinentima (Kilimandžaro, Mont Blanc, Atlas...), te raznolika planinarska aktivnost doprinijeli su afirmaciji društva u zemlji i inozemstvu. PD Kamenjak u svojim arhivima ima preko petstotinjak medalja, pokala, plaketa i priznanja. Posebno treba istaknuti visoka odličja Hrvatskog planinarskog saveza te nagradu Grada Rijeke. Mnogi su članovi društva također nositelji brojnih priznanja i odlikovanja, prvenstveno na području razvoja planinarstva, ali i društveno-korisnog rada kojega je društvo gajilo od svog osnutka. Tijekom godina društvo je razvijalo svoju bogatu aktivnost preko raznih odsjeka unutar društva te mnogih odsjeka osnovanih u školama i radnim organizacijama. Dugi niz godina društvo je izdavalo i svoj časopis Planinarski list koji je obilovao planinarsko-edukativnim sadržajima. O povijesti Kamenjaka snimljen je i dokumentarni film.